# Fran Tonkiss
Fran Tonkiss (n. 1968) es una socióloga y profesora universitaria británica.

## Biografía
Fran Tonkiss es profesora de Sociología y directora académica del Cities Programme de la London School of Economics. Su área de investigación y docencia se centra en la sociología urbana y económica, con especial atención a las problemáticas de justicia social y desigualdad, y las interrelaciones entre el espacio público, las infraestructuras y las divisiones sociales. Antes, había impartido clases en la Goldsmiths University y en la Universidad de la City de Londres. Ha sido miembro del comité de expertos del Premio Europeo del Espacio Público Urbano.
Es editora de Economy and Society, antes había trabajado también como editora en la British Journal of Sociology, a la que permanece vinculada en el comité editorial. Entre sus publicaciones, destacan Space, the City and Social Theory (Polity, 2005), Contemporary Economic Sociology: Globalisation, Production, Inequality (Routledge, 2006) y Urban inequalities: divided cities in the twenty-first century (Polity, 2018).